# نیو رلیک
نیو رلیک (انگلیسی: New Relic) شرکت فناوری اطلاعات آمریکایی است، که در سال ۲۰۰۸ تأسیس شد.